# Aldo Ruffinatto
Aldo Ruffinatto (n. Piossasco, 30 de abril de 1940) es un académico, crítico literario e hispanista italiano.
Catedrático Emérito de literatura española de la Universidad de Turín, su interés de investigación se centra en la  literatura española medieval y del Siglo de Oro, y en la literatura comparada hispano-italiana.

## Trayectoria profesional
Aldo Ruffinatto estudió filología románica en la Universidad de Turín. En el año 1975 obtuvo la Cátedra de Lengua y Literatura Española. Desempeñó primeramente esa enseñanza en la Facultad de Lenguas Extrajeras de la Universidad de Trieste (sede de Údine) y después (a partir del año académico 1976-1977) en la Facultad de Filosofía y Letras de Turín.
El año 2012 impartió su último curso antes de jubilarse, aunque se mantiene activo con publicaciones y dirección de tesis de laurea y doctorado. En 2003 fue recibido como miembro correspondiente en la Accademia delle Scienze di Torino, de la que se convirtió en Socio Nacional Residente en 2011.
En 2002, junto con otros estudiosos e hispanistas, fundó Artifara. Revista de Lenguas y Literaturas Ibéricas y Latinoamericanas, que ha dirigido hasta 2014.
Aldo Ruffinatto es Presidente de Honor de la Asociación Internacional de Hispanistas, de la que ha sido Presidente de 2010 a 2013; socio honorario de la Associazione degli Ispanisti Italiani, miembro de honor del Instituto Universitario La Corte en Europa, socio nacional de la Accademia delle Scienze de Turín, y en enero de 2014 recibió la Encomienda de la Orden de Isabel la Católica.
Ha publicado monografías, ediciones críticas y artículos en revistas especializadas con particular interés en Gonzalo de Berceo, Don Juan Manuel, Miguel de Cervantes, la novela picaresca y el Lazarillo de Tormes y Garcilaso de la Vega.

## Obras

### Monografías
- La struttura del racconto agiografico nella letteratura spagnola delle origini. Torino: Giappichelli. 1974.
- La lingua di Berceo (Osservazioni sulla lingua dei mss. della Vida de Santo Domingo de Silos). Pisa: Università di Pisa. 1976.
- Struttura e significazione del Lazarillo de Tormes. I. La costruzione del modello operativo. Dall'intreccio alla fabula. Torino: Giappichelli. 1975.
- Struttura e significazione del Lazarillo de Tormes. II. La fabula. Il modello trasformazionale. Torino: Giappichelli. 1977.
- La Vida de Santo Domingo de Silos de Gonzalo de Berceo. Estudio y edición crítica. Logroño: Instituto de Estudios Riojano. 1978.
- I codici dell'eros e della paura in San Juan de la Cruz. Torino: Fogola. 1979.
- La galassia "Quijote". In margine ai mondi possibili dell'ingegnoso Idalgo. Torino: Giappichelli. 1983.
- Semiotica ispanica. Cinque esercizi. Alessandria: dell'Orso. 1985.
- Sobre textos y mundos. Ensayos de filología y semiótica hispánicas. Murcia: Universidad de Murcia. 1989.
- La scrittura e il potere. Avviamento all'analisi del Conde Lucanor di don Juan Manuel. Torino: Pluriverso. 1993.
- Las dos caras del Lazarillo. Texto y mensaje. Madrid: Castalia (Nueva Biblioteca de Erudición y Crítica, 17). 2000. ISBN 9788470398612.
- Cervantes. Un profilo su smalti italiani. Roma: Carocci. 2002.
- Tríptico del ruiseñor. Berceo, Garcilaso, San Juan. Vigo: Academia del Hispanismo. 2007.
- (en colaboración con Iole Scamuzzi) (2008). Le tre corone in Spagna. Con appendici cervantine in Italia. Torino: Celid.
- Dedicado a Cervantes. Madrid: Sial/Prosa barroca. 2015. ISBN 9788415746621.

### Ediciones y traducciones
- Juan de la Cruz (1978). Opere, trad. di Valeria Scorpioni, a cura di A. R.. Torino: Fogola.
- Mateo Alemán (1983). La vita del furfante (Guzmán de Alfarache), trad. di Arturo R. Ferrarin, prefazione di A. R.. Milano: Bompiani (Nuovo Portico).
- Don Juan Manuel (1985). Le novelle del Conde Lucanor, a cura di A. R., trad. di Sandro Orlando. Milano: Bompiani.
- anónimo (1990). La vita di Lazzariglio del Torme, a cura di A. R.. Napoli: Liguori. ISBN 9788820719647.
- Francisco de Quevedo (1992). L’imbroglione. Vita di don Pablos detto il Buscón, a cura di A. R., trad. di Maria Rosso. Venecia: Marsilio. ISBN 978-88-317-6926-6.
- Gonzalo de Berceo (1992). Vida de Santo Domingo de Silos, Poema de Santa Oria, edición e introducción de A. R.. Madrid: Espasa-Calpe (Colección Austral). ISBN 84-239-7262-3.
- Gonzalo de Berceo (1992). Vida de Santo Domingo de Silos, ed. de A.R. en Isabel Uría. dir., Gonzalo de Berceo, Obra completa, pp. 250-460. Madrid: Espasa-Calpe - Gobierno de La Rioja. ISBN 84-239-3531-0.
- Miguel de Cervantes (1995). Flor de aforismos peregrinos, ed. de A. R.. Barcelona: Edhasa. ISBN 9788435091305.
- Miguel de Cervantes (1996). Le avventure di Persiles e Sigismonda. Storia settentrionale, a cura di A. R.. Venecia: Marsilio. ISBN 9788831764483.
- Anónimo (2001). La vida de Lazarillo de Tormes y de sus fortunas y adversidades, ed.de A. R.. Madrid: Castalia (Clásicos Castalia 265). ISBN 9788497400008.
- Garcilaso de la Vega (2014). Sonetos, ed.de A. R.. Madrid/Nüremberg: Clásicos Hispánicos 56. ISBN 978-3-95955-055-0.